# Concilio de Arlés (524)
El IV Concilio de Arlés (Concilium Arelatense IV) fue un sínodo eclesiástico iniciado el 6 de junio de 524 en la ciudad de Arlés, hoy Francia, entonces parte del Reino ostrogodo, bajo el reinado de Teodorico el Grande y el pontificado de san Juan I.

## Historia
Se reunieron aprovechando la consagración de la iglesia de Santa María la Mayor de Arlés. Lo presidió san Cesáreo de Arlés, asistido por catorce obispos, tres sacerdotes, cada uno delegado por su obispo, y un emérito que sólo asumía la calidad de enviado de Galicano, su obispo. Fueron Cesáreo, Contumelioso, Cipriano, Pretextato, Julián, Filagrio, Cipriano, Máximo, Florencio, Euterio, Florencio, Montano, Porciano y Celestino; y los sacerdotes Catafronio, Desiderio, Leoncio y Emeterio, enviado por el obispo Galicano.

## Cánones
1. Como se reconoce que los estatutos de los Padres antiguos acerca de la ordenación de los clérigos no son observados como sería oportuno, a fin de que los sacerdotes del Señor no sean importunados con ruegos desordenados, se define que entre ellos debe observarse lo siguiente, a saber, que ningún obispo ordene un diácono antes de que cumpla los 25 años y ningún laico reciba el honor del episcopado el presbiterio antes de los 30 años de edad y si no ha observado una vida ejemplar.
2. Y aunque acerca de la ordenación de laicos los padres antiguos habían establecido normas de tiempo más rigurosas, sin embargo, como el número creciente de iglesias hace necesaria la ordenación de más clérigos, sin prejuicio de los cánones antiguos, decidimos que ninguno de los metropolitanos le otorgue la dignidad episcopal a un laico ni los demás pontífices le otorguen el honor del presbiterio o el diaconado, si no les consta su vida ejemplar por un año entero.
3. Nadie ordene en los honores mencionados a un penitente o bígamo o marido de una mujer no permitida para ese matrimonio. Aunque todo esto ya está establecido por los cánones, sin embargo, fue necesario que los sacerdotes del Señor se impusieran a sí mismos una norma más severa por el peligro, como ya se dijo, de que los sacerdotes cedan ante los ruegos de alguien o ante sugerencias inicuas. Por lo tanto cualquiera que desde este día, en contra de lo que se dijo anteriormente, pretendiera ordenar un clérigo, desde el día en que eso pueda probarse, no podrá celebrar misas por un año entero. Si alguien se niega a observar esto y pretendiera celebrar misas obrando contra la decisión unánime de los hermanos, sepa que se verá excluido de la caridad de todos los hermanos, porque merece sentir la severidad de la disciplina eclesiástica aquel que desprecia lo que tantas veces fue saludablemente instituido por los santos padres.
4. Si eventualmente alguno de los clérigos huye para evitar la regla de la disciplina eclesiástica, cualquiera que lo reciba y no solo no trate de reconciliarlo con su pontífice sino que pretenda defenderlo, sea privado de la comunión de la Iglesia.